# 弗拉西诺罗
弗拉西诺罗（義大利語：Frassinoro），是意大利摩德纳省的一个市镇。总面积95.96平方公里，人口2052人，人口密度21.4人/平方公里（2009年）。ISTAT代码为036016。

## 友好城市
- 法國 拉谢斯迪约